# Ludgvan
Ludgvan – wieś w Anglii, w Kornwalii. Leży 5 km na północny wschód od miasta Penzance i 407 km na zachód od Londynu.